# عامرية بالا (مقاطعة فهرج)
عامرية بالا (بالفارسية: عامریه بالا) هي قرية تقع في البلدة المركزية في إيران. يقدر عدد سكانها بـ 1234 نسمة بحسب إحصاء 2016.